# Glykomiliá
Glykomiliá är en ort i Grekland.   Den ligger i prefekturen Trikala och regionen Thessalien, i den centrala delen av landet, 260 km nordväst om huvudstaden Aten. Glykomiliá ligger 613 meter över havet och antalet invånare är 230.
Terrängen runt Glykomiliá är huvudsakligen bergig, men österut är den kuperad. Runt Glykomiliá är det ganska glesbefolkat, med 32 invånare per kvadratkilometer. Närmaste större samhälle är Kalampáka, 12,4 km nordost om Glykomiliá. I omgivningarna runt Glykomiliá växer i huvudsak blandskog.